# Koloman Bedeković Komorski
Koloman Bedeković Komorski (ur. 13 października 1818 w Jalžabecie, zm. 10 sierpnia 1889 w Hinterbrühl) – chorwacki polityk, ban Chorwacji w latach 1871–1872.

## Życiorys
Kształcił się w Varaždinie, Nagykanizsy, Győrze i Peczu.
Pracował jako urzędnik Varaždinie i Wiedniu. Następnie pełnił funkcję prezesa Trybunału Sprawiedliwości w Zagrzebiu. W 1845 roku został posłem do chorwackiego parlamentu. Sprzeciwiał się działalności chorwackich ludowców. Był politykiem prowęgierskim i unionistycznym. W 1848 roku, w trakcie Wiosny Ludów, wyjechał na Węgry. 
W 1867 roku został żupanem komitatu Varasd (żupanii varażdińskiej). Był członkiem Hrvatskiej regnikolarnej deputaciji, która ze strony chorwackiej negocjowała warunki ugody węgiersko-chorwackiej. Po jej wejściu w życie, został ministrem bez teki ds. chorwackich w rządzie węgierskim. W 1871 roku zastąpił Levina Raucha na stanowisku bana Chorwacji. Funkcję tę pełnił do 1872 roku. Od 1876 roku ponownie pełnił funkcję ministra ds. chorwackich z przerwą w 1883 roku w związku z protestem z powodu naruszania przez rząd warunków ugody.